# بيراجو (آن)
بيراجو (بالفرنسية: Pirajoux)‏ هي بلدية فرنسية تقع في إقليم الآن في فرنسا. رمز إنسي لها هو:1296. أما الرمز البريدي لها فهو: 1270.